# Ioan Chelaru
Ioan Chelaru (n. 10 februarie 1953, Pildești, Județul Neamț, România) este un fost senator român de religie romano-catolică ales din anul 2004, în județul Neamț pe listele partidului PSD, ales în 2008 din partea Alianței PSD+PC și reales în 2012 din partea USL. Ioan Chelaru a avut o activitate parlamentară prodigioasă:
- în legislatura 2004-2008, Ioan Chelaru a fost membru în grupurile parlamentare de prietenie cu Republica Chile, Republica Finlanda și Republica Libaneză.

Ioan Chelaru a inițiat 31 de propuneri legislative, din care 8 au fost promulgate legi;
- în legislatura 2008-2012, Ioan Chelaru a fost membru în grupurile parlamentare de prietenie cu Republica Libaneză, Republica Franceză-Senat și Regatul Norvegiei. Ioan Chelaru a inițiat 42 de propuneri legislative, din care 5 au fost promulgate legi;

- în legislatura 2012-2016, Ioan Chelaru a fost membru în grupurile parlamentare de prietenie cu Republica Franceză-Senat și Statul Plurinațional Bolivia.

Ioan Chelaru a inițiat 75 de propuneri legislative, din care 19 au fost promulgate legi.

## Activitate
La momentul în care a fost ales senator în circumscripția electorală nr. 29- Neamț, în 2004, Ioan Chelaru era avocat în județul natal, calitate pe care o are din 1980, anul intrării în Baroul de avocatură Neamț. Din 2011 el îndeplinește și funcția de Decan al acestui Barou. La Congresul avocaților din iunie 2015, a fost ales în funcția de Vicepreședinte al Uniunii Naționale a Barourilor din România și membru în Comisia Permanentă.
Domnul Chelaru a fost ales în mai 2013 în funcția de Președinte al Uniunii Juriștilor din România.
De la începutul legislaturii 2004-2008, senatorul Chelaru a avut responsabilități ca membru al Comisiei de Muncă, Familie și Protecție Socială până în septembrie 2005, ulterior acestei date fiind membru al uneia dintre cele mai importante comisii senatoriale, Comisia Juridică de Numiri, Disciplină, Imunități și Validări. Are în prezent funcția de Vicepreședinte al Senatului, membru în Biroul Permanent, organ de conducere al Camerei Superioare a Parlamentului României si este in continuare membru al Comisiei Juridice din Senat. În 2015 a fost ales Președinte al Comisiei comune a Camerei Deputaților și Senatului pentru elaborarea propunerii legislative de revizuire a Constituției României.
Ca membru al Comisiei de anchetă având drept scop investigarea condițiilor de legalitate și de oportunitate privind construirea imobilului „Cathedral Plaza”, în imediata apropriere a Catedralei romano–catolice „Sfântul Iosif” din București, Chelaru a avut un rol în edificarea aspectelor legate de problematica în discuție, precum și în conceperea și redactarea celor două rapoarte și a celor două hotărâri ale Senatului care au conchis lucrările comisiei.
Este din 1995, membru al PSD, partid politic în care a îndeplinit diverse funcții de conducere. În 2010 a fost ales vicepreședinte al PSD, iar între anii 2013 - 2015 a fost Președintele Comisiei Naționale de Disciplină și Arbitraj a PSD.
În afară de cariera politică, Ioan Chelaru este cadru didactic universitar, titular al cursurilor de drept internațional privat și de drept parlamentar, activând ca membru al corpului profesoral al Facultății de Științe Juridice și Administrative a Universității Creștine ”Dimitrie Cantemir”, București.
Domnul Chelaru este arbitru al Curții de Arbitraj Comercial Internațional de pe lângă Camera de Industrie a României.
Din noiembrie 2015 domnul Ioan Chelaru este membru titular al Academiei de Științe Juridice din România, la data de 15 decembrie 2015 fiind ales Președinte al acestui înalt for științific.

## Familia
Ioan Chelaru s-a născut la 10 februarie 1953 într-o familie romano-catolică din localitatea Pildești, județul Neamț. El și soția sa, Doina Chelaru, medic oftalmolog, pe care a cunoscut-o în timpul facultății, au o fiică, Ana Luisa Chelaru, în prezent notar.
"M-am născut într-un sat, în care cred că Dumnezeu a lăsat un strop de noroc! Într-un sat aflat undeva pe valea Moldovei, într-o așezare în care oamenii și locurile, după ce le cunoști, sunt greu de uitat."

## Publicații
„Este fundamental să înțelegi în Istorie lucruri pe care istoria le-a făurit în materia aceasta atât de sensibilă a raporturilor dintre oameni și a nașterii familiei. Există în tot ceea ce a făcut Ioan Chelaru, în această carte absolut monumentală, dimensiuni plurale”. Fragment din cuvântarea acad. Răzvan Theodorescu la lansarea cărții „Căsătoria și divorțul”, 17 mai 2003, Roman.
În calitatea sa de specialist în drept, Ioan Chelaru a publicat în anul 2003 cartea „Căsătoria și divorțul – Aspecte juridice civile, religioase și de drept comparat”, precum și articole de specialitate pe diverse tematici, dintre care amintim cele din Revista de Drept Public: „Condiția juridică a străinilor în România”, „Aspecte procedurale privind necesitatea punerii de acord cu dispozițiile Constituției a prevederilor neconstituționale din legile sau ordonanțele în vigoare”, „O.U.G. nr. 56/2007 privind încadrarea în muncă și detașarea străinilor pe teritoriul României aprobată (cu modificări și completări) prin Legea nr. 134 din 04.07.2008 – Modificări legislative privind regimul străinilor în România, precum și cel al  încadrării în muncă și detașării străinilor”. În același sens, a susținut și o serie de discursuri pe teme juridice din care amintesc „Profesia de avocat în România; realități și perspective în cadrul procesului de integrare europeană”, „Neutralitatea politică a judecătorului, cerință constituțională” și „Stabilitate și inovație în drept. Rolul educației juridice în funcționarea sistemului judiciar”.
În anul 2004, publică o succintă autobiografie, concepută sub forma unui interviu cu Alexandru Mihăilă, „Dialoguri în agora cu Ioan Chelaru”.
2006 este anul când a publicat lucrarea de specialitate „Drept internațional privat”.
La sfârșitul anului 2008 a văzut lumina tiparului  cartea „Pe scena politicii - Discursuri parlamentare și nu numai”.
"Am vrut ca în exercitarea demnității de senator să fiu de o normalitate pe care dorești să o întâlnești, la fiecare om".
În 2015, impreuna cu prof.dr Cristian Ionescu publică cartea ”Constituția României comentată și adnotată cu dezbateri parlamentare și jurisprudența Curții Constituționale - Titlul V - Curtea Constituțională”

## Distincții
Ca o recunoaștere a meritelor sale profesionale, în anul 2003, Chelaru Ioan primește unul dintre cele mai importante premii naționale în domeniul de activitate și anume, Premiul special al Uniunii Juriștilor din România.
În anul 2008, Ioan Chelaru a fost distins cu premiul „Mihail Manoilescu”, acordat de Uniunea Juriștilor din România.